# المطبخ الإيطالي (مجلة)
La Cucina Italiana هي المجلة الايطالية الشهرية عن فن الطهو و الثقافة الغذائية..

## تاريخ
نُشرت في ميلانو في الخامس عشر من ديسمبر لعام 1929 بمبادرة من الصحفي و الأدبي ( أومبرتو نوتاري )، بناءً على اقتراح زوجته (ديليا بافوني) التي كانت توحهه حتى وفاته ( 1935 ) ، قبل كل شئ تم إنشاء المجلة , بهدف تعزيز ونشر الوصفات التقليدية لفن الطهي الإيطالي ، كما هو موضخ العنوان. في الوقت نفسه ،, و مع ذلك تم أيضًا تشجيع التغييرات الغذائية في نظام التغذية الشعبي بواسطة اقتراح حلول تذوق غير تقليدية واقتصادية للغاية ، تماشيا مع النظام السائد في ذلك الوقت. في كل اصدار من الأعداد الشهرية تظهر عشرات الوصفات ، ومقترحات للمائدة ، وقواعد للآداب القدشمة و الحديثة ، وكلها منمقة من الوصفات الشخصية للفنانين والكتاب "المخضرمين" بواسطة القصص والقصائد.
توقفت La Cucina Italiana عن النشر في عام (1943) ، و لكنها عادت إلى أكشاك بيع الجرائد في عام 1952 ، وتم نشرها بواسطة أخوات Gosetti الثلاث (Guglielmina ، Anna ، Fernanda) . وفي عام (1986) تم شراؤها من قبل (Editrice Quadratum). و قام بتوجيهها منذ يناير 1981( باولا ريكاس) التي قامت ,منذ عام (2001), بتكميل المجلة الخاصة بالمنشورات الأحادية لـ "Speciali de la Cucina Italiana" ومنذ نوفمبر (2002) ، أحضرت العلامة التجارية "La Cucina Italiana" للمكتبات مع مجلدات وكتب طبخ نشرتها ( Edizioni Piemme). في فبراير (2006) ، توليت توجيه المجلة الشهرية من قبل (باتريزيا كاغيوليني) ، ثم حل محلها (باولو كافاجليوني) في عام (2011) ، وباولو باسي في عام (2012) ؛ في نفس العام ، أصبحت (آنا براندوني) مديرة العلامة التجارية ، ثم تولت إدارة المجلة في مارس (2013).
وقد تم تفعيل الموقع ذي الصلة في عام (1997) . منذ يوليو (2007 )، كانت Quadratum Publishing USA ، ومقرها نيويورك ، تهتم بإنتاج وتوزيع (La Cucina Italiana) باللغة الإنجليزية في الأسواق الأمريكية والكندية. انضمت النسخة الأمريكية إلى تلك الموجودة بالفعل في اللغة الفلمنكية والألمانية والتشيكية ، ومنذ عام 2008 ، التركية.
في عام 2014 ، حصلت عليها دار النشر الأمريكية (Condé Nast ).
بعد توجيهات كلا من (Ettore Mocchetti) و (Maria Vittoria Dalla Cia) ، تولت (Maddalena Fossati Dondero) قيادة العلامة التجارية (المجلة والموقع الإلكتروني) في 1 سبتمبر (2017). في أكتوبر 2019 , عادت ادارة المجلة بقيادة الولايات المتحدة الأمريكية بإصدار إنجليزي ربع سنوي و كذلك الموقع الالكتروني lacucinaitaliana.com.